# Maksim Geller
Maksim „Max” Geller (he. מקס גלר; ur. 20 kwietnia 1971) – izraelski zapaśnik walczący w stylu wolnym. Olimpijczyk z Barcelony 1992, gdzie zajął jedenaste miejsce w kategorii 68 kg. Dwukrotny uczestnik mistrzostw świata; jedenasty w 1994. Srebrny medalista mistrzostw Europy w 1991 roku.

## Turniej wBarcelonie 1992
| Konkurencja         | Walki                   | Walki               | Walki                            | Klas. końcowa |
| Konkurencja         | Przeciwnik I            | Przeciwnik II       | Przeciwnik III                   | miejsce       |
| ------------------- | ----------------------- | ------------------- | -------------------------------- | ------------- |
| styl wolny do 68 kg | Jesús Rodríguez (CUB) W | Fatih Özbaş (TUR) L | Endre Elekes (HUN) obustronna DQ | 11.           |